# Alliance internationale des universités de recherche
 (novembre 2022).
La mise en forme du texte ne suit pas les recommandations de Wikipédia : il faut le « wikifier ».
Les points d'amélioration suivants sont les cas les plus fréquents. Le détail des points à revoir est peut-être précisé sur la page de discussion.
- Les titres sont pré-formatés par le logiciel. Ils ne sont ni en capitales, ni en gras.
- Le texte ne doit pas être écrit en capitales (les noms de famille non plus), ni en gras, ni en italique, ni en « petit »…
- Le gras n'est utilisé que pour surligner le titre de l'article dans l'introduction, une seule fois.
- L'italique est rarement utilisé : mots en langue étrangère, titres d'œuvres, noms de bateaux, etc.
- Les citations ne sont pas en italique mais en corps de texte normal. Elles sont entourées par des guillemets français : « et ».
- Les listes à puces sont à éviter, des paragraphes rédigés étant largement préférés. Les tableaux sont à réserver à la présentation de données structurées (résultats, etc.).
- Les appels de note de bas de page (petits chiffres en exposant, introduits par l'outil «  Source ») sont à placer entre la fin de phrase et le point final[comme ça].
- Les liens internes (vers d'autres articles de Wikipédia) sont à choisir avec parcimonie. Créez des liens vers des articles approfondissant le sujet. Les termes génériques sans rapport avec le sujet sont à éviter, ainsi que les répétitions de liens vers un même terme.
- Les liens externes sont à placer uniquement dans une section « Liens externes », à la fin de l'article. Ces liens sont à choisir avec parcimonie suivant les règles définies. Si un lien sert de source à l'article, son insertion dans le texte est à faire par les notes de bas de page.
- La présentation des références doit suivre les conventions bibliographiques. Il est recommandé d'utiliser les modèles {{Ouvrage}}, {{Chapitre}}, {{Article}}, {{Lien web}} et/ou {{Bibliographie}}. Le mode d'édition visuel peut mettre en forme automatiquement les références.
- Insérer une infobox (cadre d'informations à droite) n'est pas obligatoire pour parachever la mise en page.

Pour une aide détaillée, merci de consulter Aide:Wikification.
Si vous pensez que ces points ont été résolus, vous pouvez retirer ce bandeau et améliorer la mise en forme d'un autre article.
L'Alliance Internationale des Universités de Recherche (IARU) est une organistaion lancée le 14 janvier 2006 en tant que réseau coopératif de 10 universités internationales à forte intensité de recherche qui partagent des visions similaires pour l'enseignement supérieur, en particulier l'éducation des futurs leaders. Le président de l'IARU est élu parmi les présidents d'universités membres de l'IARU pour une période de 2 ans. 

## Présidents de l'IARU
Le président actuel de l'IARU est le vice-chancelier de l'Université de Cambridge, le professeur Stephen Toope.
Lors du lancement, les présidents ont élu le professeur Ian Chubb pour la période 2005 - 2008 (Université nationale australienne) ; Professeur Tan Chorh Chuan, 2009 - 2012 (Université nationale de Singapour); Professeur Ralph Eichler, 2013 - 2014 (ETH Zurich); Professeur Ralf Hemmingsen, 2015 - 2016 (Université de Copenhague) ; Professeur Nicholas Dirks, 2017 (Université de Californie, Berkeley) ; Chancelier Carol Christ, 2017 - 2018 (Université de Californie, Berkeley); Président Makoto Gonokami, 2018 - 2020 (Université de Tokyo).
En janvier 2016, l'Université du Cap est devenue le 11e membre.
Ses présidents se réunissent chaque année dans une université hôte pour discuter d'initiatives conjointes dans les catégories suivantes:
- Initiatives d'éducation mondiale, qui comprend le programme phare d'été mondial;
- Mise en réseau institutionnelle conjointe;
- Grand Challenge, et notamment son Campus Sustainability; et,
- Initiatives de recherche.

## Liste des établissements
- Australian National University
- ETH Zurich
- National University of Singapore
- Peking University
- University of California, Berkeley
- University of Cambridge
- University of Cape Town
- University of Copenhagen
- University of Oxford
- University of Tokyo
- Yale University